# Raumfahrtbehörde der Emirate
Die Raumfahrtbehörde der Emirate (arabisch وكالة الإمارات للفضاء, DMG Wikālat al-Imārāt li-l-Faḍāʾ), wegen der englischen Bezeichnung United Arab Emirates Space Agency im Ausland auch unter der Abkürzung „UAESA“ bekannt, ist eine Bundesbehörde der Vereinigten Arabischen Emirate mit Sitz in Madina Khalifa, Emirat Abu Dhabi. Ihre Aufgabe ist die Genehmigung der Raumfahrtaktivitäten der einzelnen Emirate (primär Abu Dhabi/Yahsat und Dubai/MBRSC). Bei politisch gewollten Projekten wie Dubais Marssonde al-Amal  tritt die UAESA nach außen hin als Organisator auf. Leiterin der Behörde ist seit 2020 Sarah al-Amiri, Staatsministerin für Advanced Sciences.

## Geschichte

### Abu Dhabi

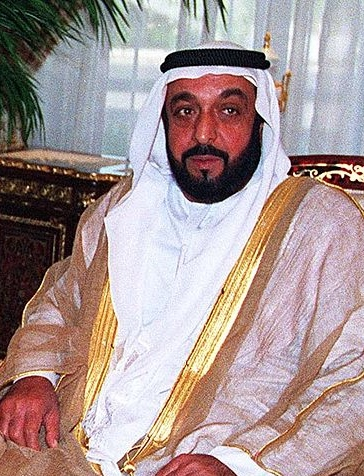
Chalifa bin Zayid an-Nahyan

Nach der Gründung der Vereinigten Arabischen Emirate am 2. Dezember 1971 zeigte Zayid bin Sultan an-Nahyan, Emir von Abu Dhabi und erster Präsident der VAE, schon früh Interesse für die westliche Raumfahrt und traf sich mit Vertretern der bei der NASA für die Mondlandungen zuständigen Abteilung. Dann geschah zunächst lange nichts, bis am 15. April 1997 in Abu Dhabi die Thuraya Communications Company gegründet wurde, die zwischen 2000 und 2008 über die Schweizer Sea Launch SA mit ukrainischen Trägerraketen vom Typ Zenit-3SL insgesamt drei gut 5 t schwere, von Boeing gebaute Kommunikationssatelliten (Thuraya 1, 2, und 3) in geosynchronen Umlaufbahnen platzierte.
Im Januar 2007 gründete Chalifa bin Zayid an-Nahyan, seit dem Tod seines Vaters am 2. November 2004 Emir von Abu Dhabi und Präsident der Vereinigten Arabischen Emirate, über die staatliche Mubadala Development Company die Al Yah Satellite Communications Company (Yahsat). Die Yahsat wiederum vergab im August 2007 einen Auftrag an ein europäisches Konsortium aus Astrium und Thales Alenia Space, auf der Basis des Satellitenbusses Eurostar 3000 von Astrium zwei Kommunikationssatelliten für Internetdienste und Fernsehen zu entwickeln.
Beide Satelliten wurden in Europa gebaut. YahSat 1A wurde am 22. April 2011 mit einer Trägerrakete vom Typ Ariane 5 ECA vom Raumfahrtzentrum Guayana aus gestartet, YahSat 1B am 23. April 2012 mit einer Proton-M vom Kosmodrom Baikonur. Am 5. August 2018 übernahm Yahsat die Mehrheit bei der Thuraya Communications Company,
die nun als Mobilfunksparte von Yahsat weiterexistiert.

### Dubai

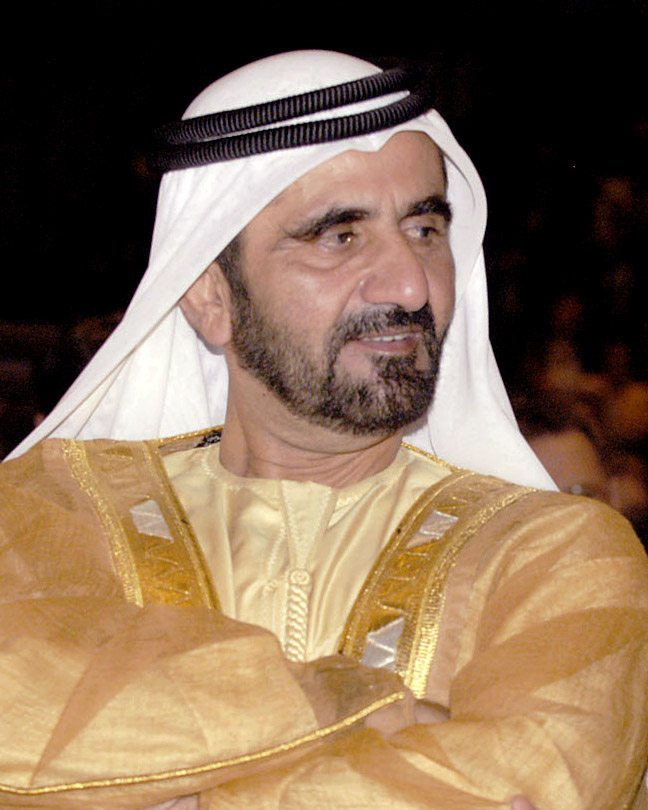
Muhammad bin Raschid al-Maktum

Am 4. Januar 2006 wurde Muhammad bin Raschid al-Maktum nach dem Tod seines ältesten Bruders Emir von Dubai und Vizepräsident der VAE. Einen Monat später, am 6. Februar 2006, gründete er die Emirates Institution for Advanced Science and Technology (EIAST), anders als der Name vermuten lässt, keine Initiative der Vereinigten Arabischen Emirate, sondern allein von Dubai. Entsprechend hieß der erste von der EIAST am 29. Juli 2009 mit einer ukrainischen Trägerrakete vom Typ Dnepr vom Kosmodrom Baikonur gestartete, von der südkoreanischen Satrec Initiative GmbH in Daejeon gebaute Erdbeobachtungssatellit „DubaiSat 1“.
Am 21. November 2013 folgte der ebenfalls von Satrec gebaute DubaiSat 2.

### Schardscha
Am 26. April 2000 hatte Sultan bin Mohamed al-Qasimi, der Emir von Schardscha, die Arab Science and Technology Foundation (ASTF) gegründet, die zwar ihren Hauptsitz in Schardscha hat, aber mit panarabischem Anspruch auftritt und ein Büro im Südosten von Kairo unterhält.
Im Oktober 2008 schlug die ASTF die Gründung einer Panarabischen Weltraumorganisation vor, an der sich alle Staaten Nordafrikas und des Mittleren Ostens beteiligen können sollten, vergleichbar der Europäischen Weltraumorganisation. Obwohl nach Diskussionen in der Arabischen Liga mehrere Länder zunächst Unterstützung signalisiert hatten,
führten die Gespräche, die sich über viele Jahre hinzogen, letztendlich zu keinem Ergebnis. Die politischen und kulturellen Unterschiede zwischen den einzelnen Staaten der Region waren einfach zu groß. So konnten sich zum Beispiel der europäisch geprägte Libanon und das konservative Saudi-Arabien nicht über gemeinsame Richtlinien für ein familienfreundliches Satellitenfernsehen einigen.

### Vereinigte Arabische Emirate
Die Verhandlungen über eine Panarabische Weltraumorganisation liefen zwar weiter, bis zum Jahr 2014 hatte sich jedoch die Erkenntnis weitgehend durchgesetzt, das dies ein unrealistisches Projekt war. Zu diesem Zeitpunkt gab es in Nordafrika bereits die Agence Spatiale Algérienne, das Centre Royal de Télédétection Spatiale in Marokko und das Centre national de la cartographie et de la télédétection in Tunesien, wobei Algerien und Marokko eigene Satelliten im Orbit hatten. Abu Dhabi und Dubai verfügten wie diese Länder zwar über keine eigene Raumfahrtindustrie und keine eigenen Startplätze,
dafür aber über sehr viel Geld, und in Dubai existierten damals bereits Pläne für den Bau einer Endmontage-Einrichtung für Satelliten (das spätere Muhammad-bin-Raschid-Raumfahrtzentrum).
Am 16. Juli 2014 kündigte die Regierung der Vereinigten Arabischen Emirate die Gründung einer nationalen Raumfahrtbehörde an, die die Aufsicht über die heute unter dem Namen „al-Amal“ bekannte Marsmission haben sollte. Obwohl die Behörde erst drei Wochen später offiziell gegründet wurde, gilt dies heute als der Gründungstag der Raumfahrtbehörde der Emirate.
Am 19. Juli 2014 fand unter der Leitung von Muhammad bin Raschid al-Maktum das erste Treffen einer Arbeitsgruppe statt, die die Details der Raumfahrtbehörde und der Marsmission ausarbeiten sollte.
Am 6. August 2014 gründete schließlich Chalifa bin Zayid an-Nahyan, Präsident der Vereinigten Arabischen Emirate, mit Bundeserlass Nr. 1/2014 die Raumfahrtbehörde der Emirate.
Der Hauptsitz der Behörde sollte in Abu Dhabi sein, mit einer Außenstelle in Dubai.
Erster Leiter der Raumfahrtbehörde wurde Generalmajor Chalifa Muhammad Thani ar-Rumaithi, vormals Leiter der Abteilung für Kartografie der Streitkräfte der Vereinigten Arabischen Emirate,
Generaldirektor wurde Major Muhammad Nasser al-Ahbabi, Fernmelde-Offizier und Leiter des MilSatCom-Projekts bei Yahsat in Abu Dhabi.

## Aufgaben
Nach der Gründung der nationalen Raumfahrtbehörde starteten die einzelnen Emirate ihre zivilen Kommunikations- und Erdbeobachtungssatelliten weiterhin in Eigenverantwortung, Militärprojekte wie die Aufklärungssatelliten Falcon Eye 1 und Falcon Eye 2 wurden von den Streitkräften der Vereinigten Arabischen Emirate selbst betrieben. Das einzige Projekt der Behörde war die Marsmission 2020, wobei es sich eigentlich um ein Unternehmen des Emirats Dubai handelte, die UAESA trat jedoch nach außen hin als Organisator und Repräsentant auf. Auch das 2017 gestartete Astronautenprogramm der Vereinigten Arabischen Emirate läuft, ähnlich wie in China, getrennt von der Raumfahrtbehörde; in den VAE ist die bemannte Raumfahrt unter dem Dach der Regulierungsbehörde für Telekommunikation angesiedelt und wird in der Praxis von Dubai über das Muhammad-bin-Raschid-Raumfahrtzentrum betrieben.
Die UAESA verfügte zunächst über keinerlei eigene Einrichtungen. Am 25. Mai 2015 wurde jedoch angekündigt,
dass in al-Ain, ganz im Osten des Emirats Abu Dhabi, mit einer Investition von 100 Millionen Dirham (damals rund 25 Millionen Euro) ein Zentrum für Weltraumforschung gebaut werden sollte. Ursprünglich sollte das Zentrum unter dem Dach des Muhammad-bin-Raschid-Raumfahrtzentrums angesiedelt werden.
Am Ende wurde die Einrichtung, nun National Space Science and Technology Center (NSSTC) genannt, jedoch als Gemeinschaftsprojekt der Raumfahrtbehörde mit der United Arab Emirates University und der Regulierungsbehörde für Telekommunikation realisiert. Die Grundsteinlegung fand 2016 statt,
die erste Veranstaltung am 7. September 2017.
Direktor des NSSTC wurde der Energietechnik-Ingenieur Khalid al-Hashimi,
der bei der Nationalen Raumfahrtbehörde zum Leiter der Abteilung Weltraumwissenschaften und Technologie in der Hauptabteilung Raumfahrtmissionen (siehe unten) ernannt wurde. 24° 11′ 45,8″ N, 55° 40′ 56,2″ O
Am 19. März 2019 wurde ein erneuter Versuch zur Förderung der panarabischen Raumfahrt unternommen. Auf Initiative von Muhammad bin Raschid al-Maktum schlossen sich an jenem Tag auf einer in Abu Dhabi abgehaltenen Globalen Weltraumkonferenz elf Staaten zur Arabischen Gruppe für Weltraumkooperation (Arab Space Cooperation Group) zusammen:
- Vereinigte Arabische Emirate
- Saudi-Arabien
- Bahrain
- Oman
- Ägypten
- Algerien
- Marokko
- Jordanien
- Libanon
- Sudan
- Kuwait[29][30]

Als erstes Projekt der Gruppe sollte, finanziert und unter Führung der UAESA, der Erdbeobachtungssatellit „813“ entwickelt werden. Die Zahl bezeichnet das Jahr des Regierungsantritts von Kalif al-Ma'mūn (786–833), der im Jahr 825 in Bagdad das „Haus der Weisheit“ gründete, eine Art Akademie der Wissenschaften. Anders als bei allen anderen Raumfahrtprojekten der Vereinigten Arabischen Emirate soll dieser Satellit vollständig im eigenen Land entwickelt, gebaut und getestet werden. Die nationale Raumfahrtbehörde soll hier erstmals nicht nur die organisatorische, sondern – über das National Space Science and Technology Center – auch die technische Leitung übernehmen; für das Muhammad-bin-Raschid-Raumfahrtzentrum des Emirats Dubai ist nur eine unterstützenden Rolle vorgesehen.
Der Bau des Satelliten 813 soll im Zentrum für Endmontage, Integration der Systemkomponenten und Verifizierung der Funktionalität von Satelliten (Assembly, Integration and Testing bzw. „AIT“) in al-Ain stattfinden, das dort in Kooperation mit Airbus Defence and Space errichtet wurde, finanziert vom Tawazun Economic Council, einem Fonds der Vereinigten Arabischen Emirate zur Förderung von Rüstungsprojekten.
Als weitere Projekt des NSSTC war ein Navigationssatellitensystem angedacht, das die Vereinigten Arabischen Emirate unabhängig vom Global Positioning System der USA machen sollte. 2021 sollte der erste Versuchssatellit gestartet werden, 2022 ein weiteres, technisch verbessertes Modell.
Mit den ersten Planungen hierfür hatte man bereits 2018 begonnen. Nach dem erfolgreichen Start der Marssonde al-Amal am 19. Juli 2020 wurde das Projekt zunächst hochgestuft.
Im weiteren Verlauf gab man diese hochfliegenden Pläne dann jedoch wieder auf. Stand Oktober 2021 ist nun ein Augmentationssystem für existierende Navigationssysteme wie GPS oder Galileo geplant, bei dem in einer erdnahen Umlaufbahn unterhalb derjenigen der regulären Navigationssatelliten eine Konstellation aus Cubesats aufgebaut werden soll, mit deren Hilfe eine Positionsbestimmung mit einer Genauigkeit von 50 cm möglich sein soll. Geplante Anwendungsbereiche für diese kommerzielle Dienstleistung sind unter anderem autonomes Fahren und die Steuerung von Drohnen.
Im Bundeserlass Nr. 1/2014 war festgelegt, dass die Raumfahrtbehörde der Emirate die nationale Raumfahrtpolitik alle fünf Jahre, oder wann immer sich die Notwendigkeit ergab, evaluieren und Vorschläge für Verbesserungen machen sollte.
Dies geschah wie vorgesehen im Jahr 2019. Am 19. Dezember jenes Jahres unterzeichnete Chalifa bin Zayid an-Nahyan das von der Raumfahrtbehörde der Emirate ausgearbeitete Bundesgesetz Nr. 12/2019,
mit dem ihr mehr Kompetenzen verliehen und der Raumfahrtsektor stärker reguliert wurde. Alle Raumfahrtaktivitäten, sei es der Start von Satelliten, das Anbieten von satellitenbasierten Dienstleistungen oder der Bau von Einrichtungen auf dem Boden, bedurften nun einer Genehmigung der UAESA.  Die wichtigste Ergänzung waren die Bestimmungen zur bereits 2017 in die Wege geleiteten bemannten Raumfahrt. Wenn Bürger der Vereinigten Arabischen Emirate an Raumflügen teilnehmen, muss dies, nach Vorlage einer Tauglichkeitsbescheinigung, von der nationalen Raumfahrtbehörde genehmigt werden.

## Organisationsstruktur
Unterhalb der Behördenleiterin, die gleichzeitig dem Direktorat aus – inklusive Leiterin und deren Stellvertreter – derzeit elf Mitgliedern vorsteht,
ist der Generaldirektor angesiedelt, ein Posten, den seit der Gründung der Behörde Major Muhammad Nasser al-Ahbabi innehatte, seit dem 11. Oktober 2021 dann Oberst Salem Butti Salem al-Qubaisi, der bis dahin Mitglied des Direktorats gewesen war.
Dieser leitet über sein Büro das Tagesgeschäft der Behörde:
- Direktorat
  - Generaldirektor
    - Verwaltung
      - Personalabteilung
      - IT
      - Buchhaltung
      - Beschaffung

    - Raumfahrt
      - Raumfahrtmissionen
        - Weltraumwissenschaften und Technologie (NSSTC)
        - Raumfahrtprojekte

      - Richtlinien und Regulierung
        - Richtlinien und Regulierung
        - Bildung[44]

## Wichtige Missionen der UAESA
| Name    | Startjahr | Kurzbeschreibung                    | Ergebnis   |
| ------- | --------- | ----------------------------------- | ---------- |
| al-Amal | 2020      | Mars-Orbiter                        | Erfolg     |
| MeznSat | 2020      | 3U-Cubesat für Treibhausgas-Messung | Erfolg     |
| Rashid  | 2022      | Mondrover                           | Fehlschlag |
|         |           |                                     |            |
| 813     |           | Erdbeobachtungssatellit             | geplant    |